# Arthur Gould
Arthur Edwin Gould (ur. 31 stycznia 1892, zm. 24 lutego 1948) – brytyjski zapaśnik walczący w stylu klasycznym. Olimpijczyk z Sztokholmu 1912, gdzie zajął 47. miejsce w wadze lekkiej.

## Letnie Igrzyska Olimpijskie 1912
| Konkurencja            | Rundy eliminacyjne  | Klas. końcowa |
| Konkurencja            | Przeciwnik I        | Miejsce       |
| ---------------------- | ------------------- | ------------- |
| 67,5 kg styl klasyczny | Ernő Márkus (HUN) P | 47.           |